# Qernertuarssuit
Qernertuarssuit – osada w zachodniej Grenlandii, w gminie Qaasuitsup na wyspie Ammassalik.